# 청주서원도서관
청주서원도서관(淸州西原圖書館)은 대한민국 충청북도 청주시 서원구 분평동에 있는 시립 도서관이다.

## 연혁
- 2012년 3월 12일 개관.

## 층별안내
- 1층
  - 다목적실
  - 가족어울림실
- 2층
  - 아동자료실
  - 꼬마책마루
  - 곰두리책마루
- 3층
  - 종합자료실
  - 1인1책코너
- 4층
  - 멀티미디어실
  - 정기간행물코너
  - DVD감상코너
- 5층
  - 문화교실1
  - 문화교실2

## 시설규모
| 구분         | 내용                                     |
| ------------ | ---------------------------------------- |
| 시설명       | 청주서원도서관                           |
| 대지위치     | 충북 청주시 서원구 분평로 35             |
| 대지면적     | 2365.5 ㎡                                |
| 건축면적     | 569.86 ㎡                                |
| 연면적       | 2692.28 ㎡                               |
| 지상층연면적 | 2383.18 ㎡                               |
| 건폐율       | 49.69%(1175.30㎡/2365.5㎡×100)           |
| 용적율       | 155.80%(3685.34㎡/2365.5㎡×100)          |
| 건물규모     | 지하1층 지상5층                          |
| 용도지역     | 교육연구 및 복지시설                     |
| 최고높이     | 22.65m                                   |
| 외부마감     | THK24테라코타+THK30화강석+THK24복층유리  |
| 구조         | 철근콘크리트 및 철골철근콘크리트조       |
| 주차대수     | 22대                                     |
| 조경면적     | 354.83㎡(2365.5㎡×15%), 대지면적의 15.7% |
| 물탱크       | SMC 저수조 75TON                         |
| 승강기       | 승용15인승 2대                           |

## 이용 안내
이용 시간
- 아동자료실, 멀티미디어실: 매일 09:00~18:00
- 종합자료실: 평일 09:00~22:00 / 토·일요일 09:00~18:00

휴관일
- 매주 금요일
- 법정 공휴일